# Hydrodessus siolii
Hydrodessus siolii är en skalbaggsart som beskrevs av J. Balfour-browne 1953. Hydrodessus siolii ingår i släktet Hydrodessus och familjen dykare. Inga underarter finns listade i Catalogue of Life.